# Szívtiprók
A Szívtiprók (eredeti címe: Heartbreakers) 2001-es amerikai romantikus bűnügyi vígjáték, amelyet David Mirkin rendezett. A produkció főszerepében Sigourney Weaver, Jennifer Love Hewitt és Ray Liotta. 2001. március 23-án mutatták be az Egyesült Államokban. Magyarországon 2003. február 20-án adták le a televízióban.
Habár vegyesen fogadták a kritikusok, a produkció nyereséges volt.

## Cselekmény
Max Conners és lánya, Page sikeres házassági csalók. Legújabb áldozatuk Dean Cumanno, aki állítólag az esküvőjük másnapján megcsalta Maxet egy fiatal nővel, aki nem más mint Page. A válásukat követően Max nagy összegű végkielégítéssel gazdagodik. Page szeretne külön utat járni anyjától, ezért kijelenti, hogy ez volt az utolsó közös munkájuk. Ám az adóhatóság egyik alkalmazottja megjelenik a bankban, és lefoglalja az összes számlát, így a két nő kénytelen továbbra is együtt dolgozni. A valóságban azonban ez a nő Barbara, Max korábbi bűntársa, és segít Page-et kordában tartani. 
Maxék következő áldozata a dohányipari vállalkozó William B. Tensy. Azonban Tensy házvezetőnője is meg akarja örökölni a férfi vagyonát, ezért meg akar szabadulni Maxtől. Page különböző tárgyakat rejt el a lakásban, a házvezetőnőt pedig lopásért letartóztatják, majd kinevezik Page-et az új házvezetőnőnek.
Tensy azonban meghal a Maxszel való esküvői ceremónia előtt. Miközben a két nő megpróbálja elszállítani a holttestét egy szállodából, felbukkan Dean Cumanno, aki vissza akarja szerezni Maxet. Felismeri Page-t, és rájön, hogy a két nő felültette. Hogy megbékítse, Max megígéri, hogy visszafizeti a 300 ezer dolláros kártérítést. Amikor Max le akarja venni a pénzt a számlájáról, kiderül, hogy Barbara, Max bűntársa kiürítette az összes számlájukat.
Page ezalatt beleszeretett a bártulajdonos Jack Withrowe-ba, és feleségül akar menni hozzá. Mivel hárommillió dolláros ajánlatot kapott a bárjáért, Max új áldozata lesz, és Page unokatestvérének adja ki magát, hogy kifizesse a Dean felé fennálló tartozását. Max megpróbálja elcsábítani Jacket a nászéjszakáján, hogy megrendezze a váláshoz szükséges hűtlenséget. Amikor ez nem sikerül, bedrogozza a férfit, és ágyba bújik vele, ahol Page rajtakapja őket. Page megkapja Jacktől a végkielégítést, amit átad Maxnek. Dean azonban már nem kér a pénzből, és azzal vádolja Maxet, hogy rossz anya. Max rájön, hogy megbántotta a lányát, pedig valójában Page-et akarta megvédeni a szerelmi csalódásoktól. Ezután elmondja a lányának az igazságot Jack állítólagos hűtlenségéről. Page és Jack kibékülnek, akárcsak Max és Dean.
Dean azonban feltételül szabja Max számára, hogy mostantól "tiszteletreméltó" legyen. Előbb azonban szívességet kér tőle: Dean kikezd az álnok bűntársnővel, Barbarával, hogy cserébe kicsalja tőle a pénzt, amit Max-től lopott. Max elégedetten figyeli a férfi sikeres közeledését távcsövön keresztül.

## Szereplők
| Szerep                         | Színész              | Magyar hangja          |
| ------------------------------ | -------------------- | ---------------------- |
| Max Conners                    | Sigourney Weaver     | Menszátor Magdolna     |
| Page Conners                   | Jennifer Love Hewitt | Solecki Janka          |
| Dean Cumanno                   | Ray Liotta           | Dörner György          |
| Jack Withrowe                  | Jason Lee            | Viczián Ottó           |
| Gloria Vogal                   | Anne Bancroft        | Földi Teri             |
| Mr Appel                       | Jeffrey Jones        | Konrád Antal           |
| William B. Tensy               | Gene Hackman         | Bodrogi Gyula          |
| Miss Madress                   | Nora Dunn            | Bede-Fazekas Annamária |
| Leo                            | Julio Oscar Mechoso  | Katona Zoltán          |
| Dawson árverésvezető           | Ricky Jay            | Végh Ferenc            |
| Linda                          | Sarah Silverman      | Oláh Orsolya           |
| Bill                           | Zach Galifianakis    | Janovics Sándor        |
| Dr. Arnold Davis               | Michael Hitchcock    | n.a                    |
| Ms Surpin                      | Carrie Fisher        | n.a                    |
| Vlagyimir, pincér a Kremlinben | Elya Baskin          | Cs. Németh Lajos       |

## Fogadtatás

### Kritikai visszhang
A filmet vegyesen fogadta a filmkritika. A Rotten Tomatoeson 54%-os minősítést ért el 125 értékelés alapján, az összefoglaló szerint: „Bár a színészek rengeteg energiát fektetnek a szerepeikbe, a Szívtiprók túlságosan elnyújtott, és a romantikus mellékszál nem illeszkedik jól. A szélhámosnők sem különösebben szimpatikusak.”
A MetaCritic 47 pontot ért el a 100-ból 32 vélemény alapján. Roger Ebert azt írta: „A Szívtiprók olyan, mint A Riviéra vadorzói csak Gene Hackmannel karöltve W.C. Fields szerepében. Azt hiszem, ez elég ahhoz, hogy ajánljam. Nem egy nagy vígjáték, de egy harsány, keményen dolgozó és bordalos, és nekem tetszik a szelleme.” Jay Carr a Boston Blobe-tól azt írta: „[John] Sturges vagy [Billy] Wilder rendezők lendületes tempójáért kiált. Így azonban túlságosan is lagymatag ahhoz, hogy akár a guilty pleasure zónát is elérje.” Jonathan Foreman a New York Posttól azt írta: „A tehetséges és/vagy vonzó szereplőgárda ellenére a Szívtiprók egy csúnya film: Az a fajta, amely utána kissé szennyezettnek érzi magát az ember.”

### Bevétel adatai
A Box Office Mojo szerint a film nyereséges volt. A 35 millió dolláros költségvetésen 57,7 millió dolláros bevételt kaszált.